# Saint-Maurice-des-Lions
Saint-Maurice-des-Lions település Franciaországban, Charente megyében. Lakosainak száma 896 fő (2022. január 1.). Saint-Maurice-des-Lions Ansac-sur-Vienne, Chabrac, Chirac, Esse, Lesterps, Manot, Saulgond és Confolens községekkel határos.

## Népesség
A település népessége az elmúlt években az alábbi módon változott:
| Lakosok száma | 1118 | 933  | 1017 | 952  | 936  | 886  | 881  | 895  | 899  | 896  |
|               | 1968 | 1982 | 1990 | 2006 | 2013 | 2015 | 2017 | 2019 | 2020 | 2022 |